# Parascolopsis rufomaculatus
Parascolopsis rufomaculatus är en fiskart som beskrevs av Russell, 1986. Parascolopsis rufomaculatus ingår i släktet Parascolopsis och familjen Nemipteridae. Inga underarter finns listade i Catalogue of Life.